# 534 (tal)
534 är det naturliga heltal som följer 533 och följs av 535.

## Matematiska egenskaper
- 534 är ett jämnt tal.
- 534 är ett sammansatt tal.
- 534 är ett ymnigt tal.
- 534 är ett sfeniskt tal.
- 534 är ett polygontal.
- 534 är ett palindromtal i det Kvinära talsystemet.

## Inom vetenskapen
- 534 Nassovia, en asteroid.